# CapCut
CapCut, in China bekannt als JianYing ((chinesisch 剪映, Pinyin Jiǎnyìng)) und früher international als ViaMaker, ist eine chinesische App zur Bearbeitung von Kurzvideos und Grafiken, die von dem chinesischen Unternehmen ByteDance entwickelt wurde.

## Entwicklung
Die App wurde 2019 erstmals in China veröffentlicht und war zunächst für iPhone und Android verfügbar. 2020 wurde sie in CapCut (ehemals ViaMaker international) umbenannt und international verfügbar gemacht. Später wurde sie um Web- und Desktop-Versionen für Mac und Windows erweitert.
Im Jahr 2022 erreichte CapCut 200 Millionen aktive Nutzer. Dem Wall Street Journal zufolge war es im März 2023 die am zweithäufigsten heruntergeladene App in den USA, hinter der des chinesischen Discounters Temu. Im Januar 2025 hatte CapCut über 1 Milliarde Downloads im Google Play Store.

## Eigenschaften
CapCut unterstützt grundlegende Videobearbeitungsfunktionen, einschließlich Bearbeiten, Trimmen und Hinzufügen oder Teilen von Clips. Die Bearbeitung von Projekten ist auf die Bearbeitung auf einer Ebene beschränkt, aber die App unterstützt Überlagerungsoptionen, die zusätzliche Effekte ermöglichen, einschließlich der Bearbeitung auf mehreren Ebenen.
Die App enthält eine Bibliothek mit vorgefertigten Vorlagen und ein Tool, das bearbeitbare Videobeschriftungen erstellt. Benutzer können fertige Projekte direkt auf verschiedene Social-Media-Plattformen exportieren oder speichern. CapCut umfasst eine kostenlose Version und eine kostenpflichtige Pro-Version mit Cloud-Speicher und erweiterten Funktionen.

## Kontroversen und Zwischenfälle

### Illegales Sammeln von Daten
Im Juli 2023 warfen viele Nutzer von CapCut dem Unternehmen vor, unrechtmäßig von ihren persönlichen Daten zu profitieren. In einer Sammelklage, die am 28. Juli 2023 beim U.S. District Court for the Northern District of Illinois eingereicht wurde, wird behauptet, dass CapCut illegal und ohne Zustimmung Nutzerdaten, einschließlich biometrischer Informationen und Geolocation, sammelt und davon profitiert.

## Verbote und Beschränkungen

### Verbot in Indien
Als Reaktion auf die Grenzkonflikte mit China hat die indische Regierung im Mai 2020 rund 56 Anwendungen verboten, darunter auch TikTok, das der CapCut-Muttergesellschaft ByteDance gehört. Indische Nutzer konnten die Anwendung nicht nutzen und herunterladen. Im Februar 2022 hat die indische Regierung rund 273 chinesische Anwendungen aus Gründen der nationalen Sicherheit und des Datenschutzes für indische Nutzer verboten.

### Verbot in den USA
Am 18. Januar 2025, um 22 Uhr EST, wurde CapCut in den Vereinigten Staaten zusammen mit TikTok und allen anderen ByteDance-Apps aufgrund der Umsetzung des Protecting Americans from Foreign Adversary Controlled Applications Act verboten.
Stunden nach Inkrafttreten der Aussetzung der Dienste kündigte Präsident Donald Trump auf Truth Social an, dass er am Tag seiner Amtseinführung eine Durchführungsverordnung erlassen würde, „um den Zeitraum zu verlängern, bevor die Verbote des Gesetzes in Kraft treten“. Am 21. Januar begann CapCut mit der Wiederherstellung des Dienstes. Am 13. Februar stellten Google und Apple CapCut im App Store und Google Play Store wieder her.